# Rhone-Streber
Der Rhone-Streber (Zingel asper), in der Schweiz Apron oder Roi du Doubs genannt, ist ein Fisch aus der Familie der Echten Barsche (Percidae).

## Beschreibung
Der 15 bis 22 Zentimeter lange Fisch hat wie alle Spindelbarsche einen schlanken, spindelförmigen Körper. Das Maul ist unterständig, der Schwanzstiel kürzer als bei dem ihm nahestehenden Streber. Die hellbraune bis graue Färbung zeigt drei unregelmäßige dunkle Binden auf dem Hinterkörper. Der Bauch hat eine weiße Farbe.
- Flossenformel: Dorsale 1 VIII–IX, Dorsale 2 I/i–ii/9–12½, Anale I–III/8–12, Caudale 17.
- Schuppenformel: SL 57–65 + 3–6.

## Vorkommen
Das Vorkommen ist auf das französische und Schweizer Rhone-Becken beschränkt. Das Verbreitungsgebiet von insgesamt weniger als 10 km² besteht aus vier nicht miteinander verbundenen Bereichen: Nur noch wenige Exemplare leben in der Drôme, in der Durance sind es etwa 200 und in der Beaume etwa 80. Im Jahr 2012 ergab eine Zählung im oberen Teil des Doubs für den Bestand in der Schweiz nur noch 52 Exemplare. 1999 lebten in der Region Clos du Doubs noch maximal 160 Exemplare. 2023 wurde bei vier Suchaktionen in der Schweiz nur noch ein einziges Exemplar gesichtet, drei Suchaktionen im Jahr 2024 blieben erfolglos.
Die Art geht infolge von Wasserverschmutzung und Wasserentzug in ihrem ohnehin geringen Bestand zurück. Die IUCN stufte sie 1990 und 1994 als „Endangered“ (stark gefährdet) und 1996 als „Critically Endangered“ (vom Aussterben bedroht) ein. Der Schweizerische Fischerei-Verband (SFV) hat den Rhone-Streber zum Fisch des Jahres 2013 erklärt, um die Öffentlichkeit auf das drohende Aussterben der Art aufmerksam machen.

## Lebensweise
Der tagsüber träge Rhone-Streber ist nachtaktiv. Er lebt auf dem Grund in Gewässern von 30 bis 80 Zentimetern Tiefe mit mäßiger Strömung und ernährt sich von Bodentieren aller Art. Laichzeit ist von März bis April. Die kurzlebige Art erreicht ein Alter von etwa 3,5 Jahren.